# ATP San Paolo 1992
L'ATP San Paolo 1992 è stato un torneo di tennis giocato sul cemento. È stata la 9ª edizione del torneo, che fa parte della categoria ATP World Series nell'ambito dell'ATP Tour 1992.Si è giocato a San Paolo in Brasile dal 9 al 15 novembre 1992.

## Campioni

### Singolare maschile
Luiz Mattar ha battuto in finale  Jaime Oncins con il punteggio di 6–1, 6–4

### Doppio maschile
Diego Pérez /  Francisco Roig hanno battuto in finale  Christer Allgårdh /  Carl Limberger con il punteggio di 6–2, 7–6